# Monica Brown
Monica Denise Arnold, tidigare Brown, känd mononymt som enbart Monica, född 24 oktober 1980 i Atlanta i Georgia, är en amerikansk Grammy Award-vinnande, platinasäljande R&B-sångerska, musikkompositör, skådespelerska och fotomodell.
Guidad av musikproducenten Dallas Austin och hans skyddslingar Tim & Bob, slog Monica igenom med debutalbumet Miss Thang 1995, 15 år gammal. De första singlarna, "Don't Take It Personal (Just One of Dem Days)" och "Before You Walk out of My Life", gjorde henne till den yngsta artisten någonsin som noterade två raka förstaplaceringar på amerikanska R&B-listan. Efter att ha dominerat singellistorna med "Why I Love You So Much" och "Ain't Nobody" spelade Monica in filmmusik till actionäventyret Space Jam. Detta gav singeln "For You I Will". Låten klättrade till en 4:e respektive 2:a plats på Billboard Hot 100 och Hot R&B/Hip-Hop Songs samt certifierades platina. År 1998 släpptes duetten, "The Boy Is Mine", med jämngamla tonårssångerskan Brandy. "The Boy Is Mine" slog rekord på toppen av den amerikanska "Hot 100"-listan med tretton raka förstaplaceringar. The Boy Is Mine blev också titeln på Monicas andra studioalbum som släpptes 1998. Skivan certifierades trippel platina av RIAA (Recording Industry Association of America) och sålde över två miljoner kopior i USA. The Boy Is Mine blev en stor framgång internationellt. I Asien blev sångerskans album en sensation och en av de första R&B-skivorna som framhävde mer än en hitlåt i regionen. De två senare singlarna "The First Night" och "Angel of Mine" blev ytterligare smash-hits som klättrade till toppen på Billboard Hot 100. Detta gör Monica till den yngsta artisten genom tiderna med tre listettor i rad på den topplistan. Under slutet av 1990-talet skådespelade Monica i flera populära TV-serier, däribland Living Single, Beverly Hills, 90210 och Felicity.
I början av 2000 var sångerskan tvungen att göra ett avbrott i sin karriär då hon kämpade med sitt mediadiskuterade privatliv, som inkluderade pojkvännens självmord och den senare tumultartade relationen med rapparen C-Murder. Resultatet blev en delvis outgiven tredje skiva som senare omarbetades och gavs ut med den självbiografiska titeln After the Storm. Efter en rad motgångar och misslyckanden blev skivans ledande singel, "So Gone", Monicas femte listetta medan det nya albumet certifierades guld. 2010 hade sångerskan återigen stora framgångar med sitt femte album Still Standing, som blev guld-certifierat och framhävde hennes sjätte listetta "Everything to Me".
Monica har sålt över 20 miljoner album internationellt och erhållit titeln Princess Of R&B. Med en karriär på över femton år blev hon 2010 den första artisten i USA med musiksinglar som toppade singellistan Billboard Hot R&B/Hip-Hop Songs under 90-, 00- och 2010-talet. Samma år rankades hon på en 24:e plats över de topp-femtio R&B/hiphop artisterna från de 25 gångna åren. Tillsammans med de jämngamla sångerskorna Brandy och Aaliyah anses hon ha satt ny agenda för R&B-genren under början av 1990-talet med sin unga ålder och innovativa musik. Monica bor och arbetar i Atlanta, Georgia och var mellan 2010 och 2019 gift med NBA-spelaren Shannon Brown som hon har en dotter ihop med. Hon har två söner från ett tidigare äktenskap med rapparen Rocko.

## Biografi

### Uppväxt
Arnold föddes i College Park, en förort till Atlanta, Georgia. Hon är enda dotter till Marilyn Best, en före detta kyrkokörledare och Delta Air Lines kundservicerepresentant och M.C. "Billy" Arnold Jr. en mekaniker som jobbade för ett fraktföretag i Atlanta. Hon har en yngre bror vid namn Montez född 1983 samt två halvbröder, Tron and Cypress. Arnold är kusin med musikproducenten Polow da Don.
Vid två års ålder följde Monica i sin mors spår och började att regelbundet sjunga i kyrkan, Jones Hill Chapel United Methodist Church, i sin mors hemstad Newnan, Georgia. Vid fyra års ålder lämnade Monicas far hennes mor som sedan gifte om sig med en pastor. Hon växte upp hos moderna och träffade inte sin far ofta vilket gjorde att hon hade få minnen av honom som barn. Hos sin mor växte Monica upp med gospelmusik men fick, de gånger hon besökte sin far, höra soul och R&B och artister som Otis Redding, Joe Simon och Gladys Knight. "Min far spelade alltid sån musik hemma hos sig och hos min mor fanns det alltid mycket gospel, jag hörde mycket av Shirley Caesar och den typen av musik". Detta kom att spela en avgörande roll när Monica började träna sin sång och forma sitt artisteri som kom att utgöras av en kombination av både gospeln och soulen. Efter olika talangtävlingar blev hon som tioåring den yngsta medlemmen i Charles Thompson and the Majestics, en gospelkör från Georgia som också inkluderade fyra flickor som sedan skulle bli R&B-gruppen Xscape. Monicas stora förebild blev Gladys Knight. "Gladys har alltid varit en av mina favoriter för att det verkar som hon menar varje ord när hon sjunger. Det är så jag strävar efter att tolkas. Vad än ämnet är om.", förklarade sångerskan i en intervju.

### 1991–1995:Miss Thang
Monica upptäcktes av Dallas Austin 1991 vid elva års ålder när hon framträdde med Whitney Houstons "Greatest Love of All". Förundrad över hennes starka röst erbjöd Dallas henne ett skivkontrakt hos skivbolaget Rowdy Records som distribuerades via Arista Records. Han anställde rapparen och skådespelerskan Queen Latifah som Monicas första manager. Producenterna Tim & Bob började senare att arbeta med Arnold på hennes debutalbum Miss Thang. Monica jobbade med skivan från 12 till 15 års ålder och kompletterade egna erfarenheter genom att placera sig själv i sina äldre vänners skor. Efter två års produktion släpptes slutligen albumet, i juli 1995. CD:n komponerades av Daryl Simmons, Tim & Bob och Soulshock & Karlin och fick blandad kritik från media. Likt tonårssångerskan Aaliyahs debut innehöll Monicas album visa låtar som tycktes vara för "vuxna" med tanke på hennes unga ålder. Något uppmärksammades av musikkritiker. "Monicas extremt unga ålder gör de mer sensuella delarna av skivan smått pinsamma", förklarade Vibe Magazine. Miss Thang blev en kommersiell succé. Skivan nådde en 36:e plats på den amerikanska albumlistan Billboard 200 och nummer sju på Top R&B/Hip-Hop Albums. "Miss Thang" certifierades trippel platina av RIAA för över tre miljoner kopior skickade till affär. Skivans första två singlar, "Don't Take It Personal (Just One of Dem Days)" och "Before You Walk out of My Life", gjorde henne till den yngsta artisten någonsin som noterade två raka förstaplaceringar på amerikanska R&B-listan. Miss Thang vann senare en Billboard Music Award och en American Music Award-nominering med utmärkelsen "Favorite Soul/R&B New Artist".

### 1996–1999:The Boy Is Mineoch modellkarriär
År 1996 skrev Monica på för skivbolaget Arista Records. Följande år spelade hon in balladen "For You I Will" som skrevs av Diane Warren till komedifilmen Space Jam. Filmens soundtrackalbum sålde över 5 miljoner kopior och Monicas låt nådde en andra respektive fjärdeplats på Hot R&B/Hip-Hop Songs och Billboard Hot 100. En tid efter låtens release certifierades "For You I Will" platina av RIAA och hjälpte sångerskan att få många fler fans, inte bara på den afroamerikanska marknaden. Monicas låt nominerades senare till en Soul Train Music Awards med utmärkelsen "Best R&B/Soul Single - Female". Under resten av 1997 fokuserade Monica på att gå ut High School. Vid 16 års ålder tog hon examen från Atlanta Country Day School med betyget A i alla ämnen.

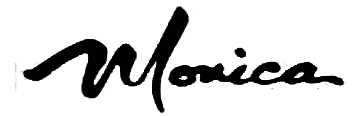
Monicas logotyp vid tidpunkten.

År 1998 blev Monica tillfrågad om att spela in en duett med den jämngamla R&B-sångerskan Brandy. Monica var först tveksam eftersom hon var rädd för att folk skulle börja jämföra de två mot varandra, men gick med på att spela in låten. Duetten, "The Boy Is Mine", släpptes den 12 maj 1998 som den ledande singeln från både Monicas och Brandys två kommande skivor. Under en period på endast två veckor sålde duetten över en miljon kopior och kom att tillbringa 13 rekordbrytande veckor som etta på musiklistan Billboard Hot 100. Vid tidpunkten gjorde detta singeln till den största duetten i USA:s musikhistoria och till dagens dato den tredje största. Låtens popularitet berodde främst på att media, redan innan duettens release, skrev långa artiklar om att de båda sångerskorna var ovänner. Låtens handling, två kvinnor som grälar över en mans kärlek, var därför ett perfekt ämne för två påstådda rivaler att sjunga om. Under tiden finslipade Monica sitt andra studioalbum, som tack vare singelns framgångar fick namnet The Boy Is Mine. Skivan komponerades av Jermaine Dupri, Daryl Simmons, David Foster, Dallas Austin och Rodney Jerkins. I en intervju med Billboard sa Monica: "Jag är 17 år nu. Mina låttexter är inte sexuellt laddade utan jag sjunger om kärlek och att vara kär. Jag sjunger om sådan saker som jag känner till." Sångerskan hjälpte till att skriva många av låtarna själv.
Upptempo-spåret "The First Night" gavs ut som en ny singel innan albumreleasen. Låten blev en smash-hit som klättrade till toppen på Billboard Hot 100, Hot R&B/Hip-Hop Songs, Hot Dance Club Play och Hot Singles Sales. På Hot 100-listan låg låten fem veckor som etta. Internationellt blev singeln en topp-tio hit i Storbritannien och Kanada samt en topp-tjugo singel i Nya Zeeland. "The First Night" rankas som Monicas framgångsrikaste solosingel hittills i karriären. En vecka efter släpptes Monicas andra studioalbum The Boy Is Mine. Skivan debuterade på en andraplats respektive åttondeplats på Top R&B/Hip-Hop Albums och Billboard 200. I nionde veckan efter releasen hade skivan sålt över 526.000 exemplar. The Boy Is Mine fortsatte att sälja bra och certifierades platina av RIAA i september 1998. Skivan blev också en stor framgång internationellt. I Asien blev Monicas album en sensation och en av de första R&B-skivorna som framhävde mer än en hit-singel i regionen. Medias reaktioner till skivan var positivt. Många prisade arbetets klassiska sound och Monicas klara röst. Rollingstone Magazine skrev "soul-berikat och på samma nivå som sångfåglarna Mary J. Blige och Toni Braxton." Allmusic skrev att Monica visade på mognad medan Robert Christgau beskrev sångerskan som en "diva som använder sångteknik på hög nivå". I mitten av december samma år släpptes skivans tredje singel, balladen "Angel of Mine". Den 13 februari 1999 knuffade låten ner Britney Spears' singel "...Baby One More Time" och intog förstaplatsen på Billboard Hot 100. I USA blev "Angel of Mine" därmed Monicas tredje listetta på rad och gjorde henne till den yngsta artisten genom tiderna med tre listettor i rad på den topplistan.
År 1999 ledde Monicas framgångar till modellkontrakt med Chanel och Karl Lagerfeld. "Inside", den fjärde singeln från The Boy Is Mine, blev den första officiella singelreleasen i Europa för Monica. Samtidigt gavs "Gone Be Fine" och "Right Here Waiting" ut som radiosinglar. Utan någon marknadsföring klättrade låtarna till topp-tio på den amerikanska listan Bubbling Under R&B/Hip-Hop Singles. The Boy Is Mine certifierades trippelplatina av RIAA för över tre miljoner kopior skickade till amerikanska musikaffärer. Vid några av årets största prisceremonier var sångerskan nominerad i flera olika kategorier. Monica och Brandy vann varsina Grammy Awards med utmärkelsen "Best R&B Performance by a Duo or Group with Vocal" för deras hit "The Boy Is Mine". Detta gjorde Monica till den yngsta artisten genom tiderna att motta en Grammy. Duetten nominerades också till fyra Billboard Music Awards och vann i alla kategorierna. Sångerskans "Angel of Mine" nominerades till en Soul Train Music Award i kategorin "Best R&B/Soul Single" och Monica mottog två American Music Awards-nomineringar i kategorierna "Favorite Pop/Rock Female Artist" och "Favorite Soul/R&B Female Artist". Sångerskan turnerade också i Nordamerika och Japan. I det sistnämnda landet släpptes en live-DVD, Angel of Mine Tour. Monica turnerade även i Europa tillsammans med etablerade superartister som Mýa, Monifah, Mia X och Eminem. Albumspåret "Street Symphony" gavs ut som skivans sista officiella singelrelease den 18 juni 1999. Albumspåret "Keep It to Myself" gavs ut på vinyl 2000 men hade aldrig någon större release.

### 2000–2002: Personliga svårigheter ochAll Eyez on Me
"Att ta sitt liv är en väldigt självisk sak att göra. Speciellt när man lämnar vänner och bekanta att undra vad man ha kunna gjort annorlunda. Jag är vad jag kallar en 'överlevare', jag vill hjälpa andra att förstå att det går att ta sig igenom sådana här saker. Och att ta sitt liv är väldigt, väldigt orättvist för man har så mycket av sitt liv att ge. Och vad som än händer kan man alltid övervinna det. Jag förstod att han var deprimerad men livet kan ibland vara det. Jag visste aldrig att det var i den grad som det var."

Monicas karriär kom att stanna till under sekelskiftet mycket på grund av hennes mediediskuterade privatliv. 1997 hade hon introducerats för rapparen Corey "C-Murder" Miller. De började dejta vilket i sin tur ledde till en förlovning. Kring sekelskiftet började parets karriärer störa deras relation vilket gjorde att de inte kunde bo tillsammans längre. Trots att de hade ett långdistansförhållande gifte sig Miller med en kvinna i New Orleans varpå Monica avslutade deras relation. "Det fanns ingen chans i världen att jag tänkte vara tillsammans med honom om han var gift", sa Monica vid en tillbakablick. En tid senare fick Miller livstid i fängelse efter att ha skjutit och dödat ett av sina fans. Monica besökte Miller i fängelse ett flertal gånger.
Senare på våren blev Monica åter tillsammans med Jarvis "Knot" Weems, som Monica känt sen en lång tid tillbaka och beskrev som hennes första riktiga förälskelse. Den 18 juli 2000 ringde Jarvis Monica och uppmanade henne att komma till kyrkogården där hans yngre bror låg begravd. Troy Weems hade gått bort i en bilolycka två år tidigare vid 25 års ålder. Jarvis led även av en svår depression på grund av misslyckade knarkaffärer. Efter att Monica anlänt till gravplatsen gick allt mycket fort. Jarvis kysste Monica och uttryckte sin saknad efter sin bror och tog sedan fram en pistol. Trots flera övertalningsförsök av Monica att lägga ner vapnet sköt pojkvännen sig själv i huvudet mitt framför ögonen på henne. Förkrossad levde Monica de första månaderna efter hans död i förnekelse och depression. Med hjälp av sin mormor, som förlorat två äkta män i olyckor, lärde sig monica överlevnadskonst. Efter ytterligare en tid och med hjälp av andlig vägledning från sina föräldrar kom Monica mer eller mindre över händelsen. "Efteråt kände jag: 'Vad mer skulle jag kunna ha gjort?' Man spelar tillbaka situationen hela tiden i huvudet och vrider och vänder på tankar: 'Kanske om jag kanske hade sagt så' eller 'Om jag hade gjort det'" berättade sångerskan i en intervju med Enquirer följande år. "Det är bara en sån sak man inte kan åka tillbaka och förändra."
År 2001 började Monica arbeta på sitt tredje studioalbum med musikkompositörer som Rodney "Darkchild" Jerkins, Jermaine Dupri och Soulshock & Karlin. Många av låtarna gjordes i upptempo och hämtade inspiration från danspop. Skivans ledande singel, det Darkchild-producerade spåret "All Eyez on Me", släpptes till radio i juni 2002. Danspoplåten klättrade till en 69:e plats på Billboard Hot 100 vilket gjorde den till Monicas lägst-listpresterande ledande singel i karriären. Sångerskans tredje studioalbum gick också under titeln All Eyez on Me och planerades för release den 20 augusti. Skivan läckte på internet relativt fort efter färdigställandet och föll offer för fildelning vilket försköt skivans utgivningsdatum framåt i tiden. Den 21 oktober gavs All Eyez on Me ut i japan och planerades därefter för release på den Nordamerikanska kontinenten. Samtidigt beslutade J Records att ge ut en ny singel från arbetet. "Too Hood" misslyckades dessvärre liksom sin föregångare att ta sig till några högre positioner i USA varpå Monicas skivbolag beslutade att det inte var lönsamt att ge ut hennes album på några fler platser i världen. "Jag tror inte att folk ville höra ett roligt dansalbum utan substans från mig när de vad jag har gått igenom i mitt privatliv", uttalade sig Monica vid en tillbakablick.

### 2003–2005:After the Stormoch moderskap
Efter en lång tid av personliga tragedier och kommersiella misslyckanden trodde de flesta musikkritiker att Monicas karriär var över. Media utnyttjade saken och kvällstidningarna bestod av rubriker som "Grammy-Winning Songbird Monica May Never Smile Again" ("Den grammy-vinnande sångfågeln Monica kommer kanske aldrig le igen") och "Pop Star Monica, Is She Over?" ("Är det ute med popsångerskan Monica?"). Trots flera motstridiga rykten gick Monica tillbaka in i inspelningsstudion för att "omarbeta" sitt tredje studioalbum tillsammans med nya musikproducenter. Hon påbörjade ett samarbete med Missy Elliot, producenten bakom den jämngamla R&B-sångerskan Aaliyah. Monica jobbade även med Kanye West, Jazze Pha, Andre "mrDEYO" Deyo, Bam & Ryan. 
"Folk verkar förvånade över att jag mår bra igen. Det går bra för mig och jag är glad, tack så mycket."
2003 klev Monica tillbaka ut i rampljuset och hade "återuppfunnit" sig själv med en helt ny, vuxnare och sexigare image. Den första singeln från den, vid tidpunkten, ännu inte namngivna skivan blev midtempo-spåret "So Gone". Singeln blev en smash-hit som klättrade till förstaplatsen på R&B-listan Hot R&B/Hip-Hop Songs och nådde en tiondeplats på Billboard Hot 100. Låten blev sångerskans högst presterande singel på flera år och sångerskans första listetta sedan 1998:s "Angel of Mine". Monicas omarbetade tredje studioalbum fick den självbiografiska titeln After the Storm. Albumet sålde 186.000 kopior under första veckan efter release och debuterade på en förstaplats på USA:s albumlista Billboard 200. Detta blev sångerskans första album att debutera som etta på den topplistan. Kritiker bemötte albumet entusiastiskt, Allmusic förklarade: "Albumet har allt som behövs för att hålla yngre rivaler på plats och borde tilltala många R&B och hiphop-lyssnare." Efter en tid av motgångar blev After the Storm en triumf för Monica. En månad efter releasen certifierades skivan med guldstatus av RIAA. Albumspåren "Get it Off" och "Knock, Knock" gavs ut som skivans andra och tredje singlar som dubbel A-sida. Singlarna tog sig till en 75:e plats på USA:s singellista. Skivans fjärde och sista singel, balladen "U Should've Known Better", blev en topp-tio hit.
Monica träffade rapparen Rodney "Rocko" Hill efter att Jarvis begått självmord, en tid som hon beskrev som sin "svåraste". Paret förlovade sig men gjorde slut 2004. Det gick dock bara ett par månader innan de blev tillsammans igen. Monica väntade därefter sitt första barn. Rodney Ramone Hill III föddes den 21 maj 2005.

### 2006–2007:The Makings of Me

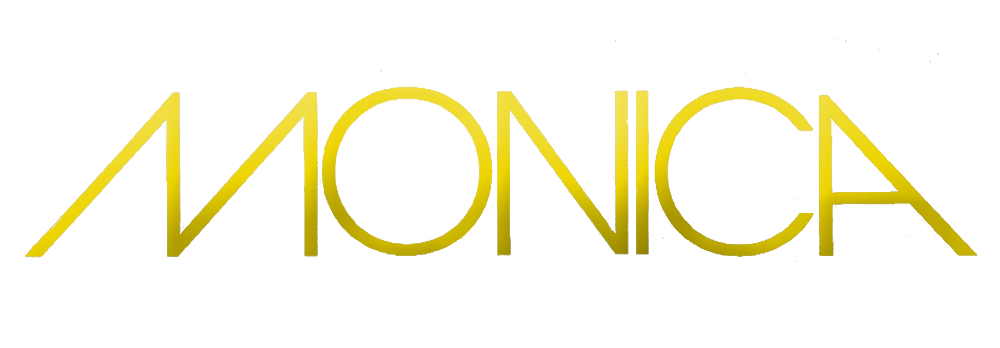
Monicas logotyp mellan åren 2006 - 2010

Under slutet av 2005 och början av 2006 fokuserade Monica på att vara "heltidsmamma" även om hon jobbade sporadiskt på en uppföljare till After the Storm. Monica ville göra den nya skivan "dagboksliknande" och spelade in musik om sina tankar och känslor från hennes egna dagböcker. Albumet fick titeln The Makings of Me ett namn vars inspiration hämtades från Curtis Mayfields låt "The Makings of You" (1970). Sångerskan återupptog sitt samarbete med Elliott, Dupri, och Bryan Michael Cox vilka alla hade jobbat på föregående album. Skivans ledande singel blev den snap-inspirerade låten "Everytime tha Beat Drop" med hiphop-gruppen Dem Franchize Boyz som gästartister. Monica var dock missnöjd över att J Records valde att ge ut låten som skivans första singel då hon inte tyckte att den representerade resten av skivan och inte heller var något som skulle tilltala hennes fans. Trots sångerskans invändningar gavs singeln ut. "Everytime tha Beat Drop" tog sig till en 11:e plats på USA:s R&B-lista och till en 48:e plats på Hot 100-listan. The Makings of Me släpptes den 3 oktober 2006 och märkte 26-åriga Monicas första platta som en erfaren vuxen. Sångerskan beskrev skivan som hennes mest mogna och mångsidiga försök hittills: "Nu när jag är 26, ser jag på saker annorlunda- till och med relationer- jag känner att jag verkligen lyckades att få med lite av allt på denna skiva". Monicas fjärde studioalbum fick generellt positiv kritik från media, Allmusic beskrev skivan "koncist med ett bra urval av sånger". Entertainment Weekly klargjorde albumet som ett "stadig tillökning" till Monicas diskografi. The Makings of Me debuterade på en 8:e plats på Billboard 200 med en första veckas försäljning på 93.000 exemplar. Med hjälp av dessa siffror intog skivan förstaplatsen på R&B-listan Top R&B/Hip-Hop Songs, vilket gjorde den till sångerskans första etta på den topplistan. Försäljningen dalade dock markant därefter och skivan föll snabbt ur listorna. Antalet sålda exemplar avstannade på cirka 328.000 vilket gör albumet till Monicas minst-säljande platta hittills i karriären.
Skivans andra singel och titelspår, "A Dozen Roses (You Remind Me)", komponerades av Elliot och blev nästan som en duett med Curtis Mayfield genom inkluderandet av hans "The Makings of You". Låten hade dessvärre aldrig något genombrott och tog sig till en 48:e plats på R&B-listan. "Sideline Ho" och "Hell No (Leave Home)" blev de senare singlarna. Båda misslyckades att ta sig upp ur de nedre regionerna på singellistorna. I en intervju en tid senare delade sångerskan med sig av sina tankar om skivans mediokra prestation. "Det kommersiella resultatet av The Makings of Me fick mig att förstå att mina fans vill höra 'mig', den autentiska Monica. De vill inte att jag ska följa trender med min musik utan gå min egen väg."

### 2008–2010:Monica: Still StandingochStill Standing
Efter en mindre framgångsrik albumrelease började Monica arbetet på sitt femte studioalbum i slutet av 2007. Monica var belägen att skapa material som levde upp till hennes hits på 90-talet och som tilltalade hennes R&B-fans. Det faktum att sångerskan ville skapa retrobaserat material och inte följa danspop-trenden som Rihanna, Ashanti och Beyonce utövade var inte populärt hos sångerskans skivbolag. I en intervju förklarade sångerskan: "Jag är på väg tillbaka till där jag började. På den här skivan skulle jag vilja ha med liknande låtar som "Why I Love You So Much", "Angel of Mine" och annat material som folk älskar mig för." Monicas skiva fick titeln Lesson Learned, en referens till misstagen som sångerskan kände att hon gjort med The Makings of Me. Monica spelade bland annat in låtarna "Lesson Learned", "Call Me a Taxi" och "All I Know" vilka mer eller mindre planerades som singlar på skivan. Sångerskan och hennes skivbolag kände dock att inga av låtarna var hits varav Monica gick tillbaks i inspelningsstudion för att spela in mer musik. I början av 2008 sändes dokumentären Monica: The Single på Peachtree TV som dokumenterade sångerskans sökande efter en hitlåt. Avsnittet blev en stor framgång vilket ledde till en spin-off, reality-serien Monica: Still Standing vars premiäravsnitt sågs av 3,2 miljoner amerikaner. I serien spelade Monica in låten "Still Standing" som komponerades av Bryan-Michael Cox och planerades vara den ledande singeln från sångerskans kommande skiva med samma namn. Sångerskan och hennes skivbolag var dock oeniga om låten verkligen skulle vara den första singeln från skivan varav låtens release uteblev. Trots detta klättrade "Still Standing" till en 74:e plats på USA:s R&B-lista. Samtidigt fortsatte Monica att spela in ny musik till skivan. Efter en tid läckte många av inspelningarna ut på internet vilket fick J Records att inleda en internutredning för att hitta personen ansvarig för läckan.
År 2009 spelade Monica "Trust", en duett med R&B-sångerskan Keyshia Cole. Låten gavs ut som den tredje singeln från Coles tredje studioalbum A Different Me. "Trust" tog sig till en 5:e plats på R&B-listan och blev den högst listpresterande singeln från skivan.

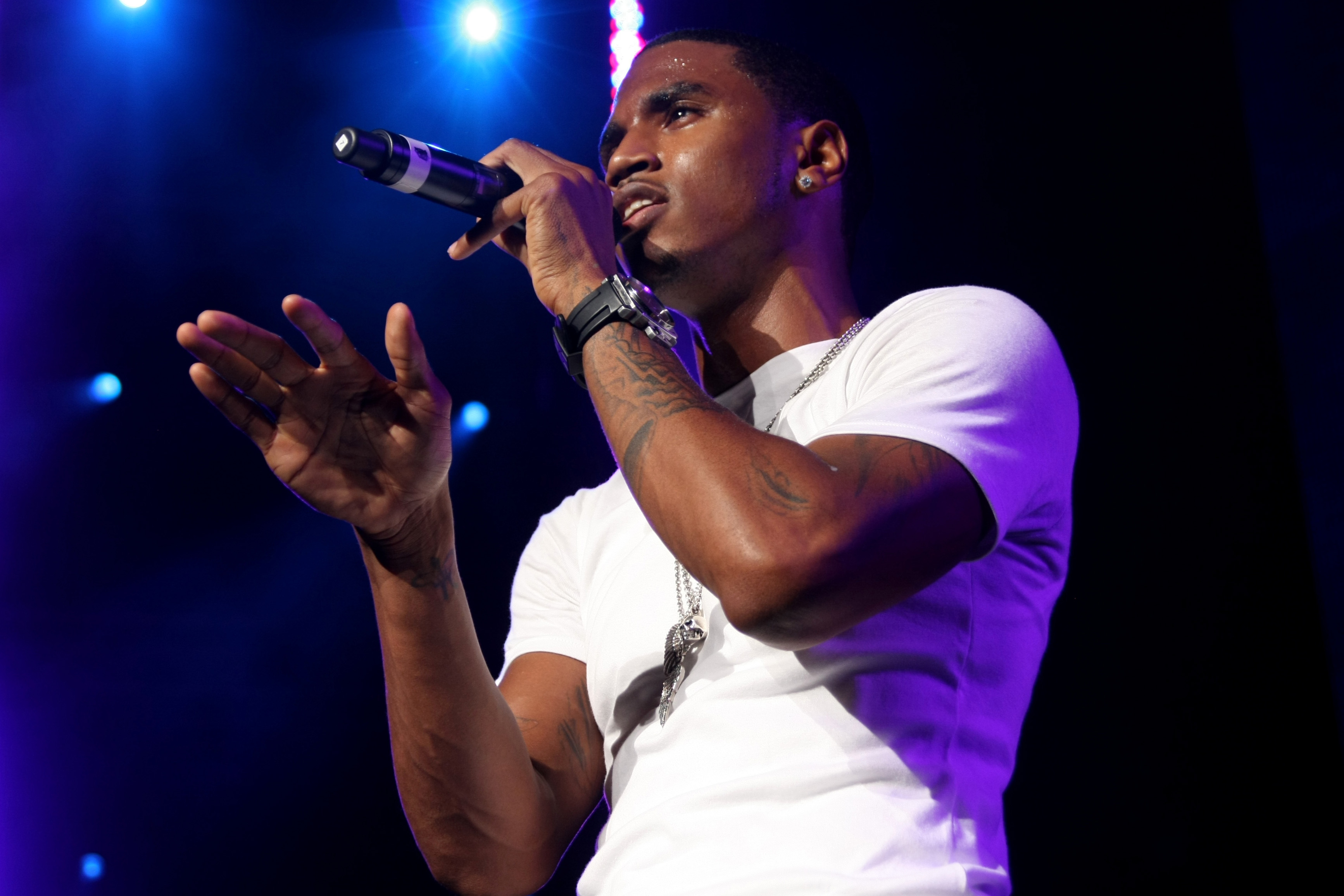
Monica tillbringade resten av 2010 på turné med Trey Songz.

År 2010 hade Monica spelat in musik till sitt femte studioalbum sedan 2007. Per förfrågan från Monicas fans på twitter valdes den gospel-inspirerade retrolåten "Everything to Me" ut som den ledande singeln från sångerskans kommande skiva. Efter en lång tid av motgångar klättrade singeln till förstaplatsen på R&B-listan Hot R&B/Hip-Hop Songs. Detta blev sångerskans första listetta sedan 2003:s "So Gone". Monicas femte studioalbum Still Standing släpptes i mars 2010 på den Nordamerikanska kontinenten. Skivan producerades till största del av Stargate, Bryan-Michael Cox, Missy Elliott och Polow da Don. Albumet mottogs generellt positivt av kritiker och debuterade på en 2:a plats på Billboard 200 med en förstaveckasförsäljning på cirka 184.000 kopior, vilket blev sångerskans högsta försäljningssiffror sedan 2003. Still Standing fortsatte att sälja bra vilket ledde till en guldcertifiering av RIAA för över 500.000 kopior skickade till affär. Skivans andra singel blev balladen "Love All Over Me" som blev en andraplats hit. Följande år fick Monica ta emot två Grammy Award-nomineringar med utmärkelserna "Best R&B Album" och "Best Female R&B Vocal Performance".
I augusti 2010 turnerade Monica tillsammans med sångaren Trey Songz på hans Passion, Pain & Pleasure Tour, vilket blev Monicas första turné på över 10 år.

### 2011–framåt:New Life
"Titeln New Life representerar mitt nya liv, mitt nya äktenskap, att ha barn och ändå kunna nå mina drömmar. Jag behöver inte titta tillbaka på mitt liv och känna mig som ödets offer. Jag är lycklig med mitt liv nu och jag måste omfamna det."
I december 2010 började Monica att arbeta på sitt sjätte studioalbum New Life. Monica jobbade i studion med musikkompositörer som Polow Da Don, Missy Elliot och Oak. I juli 2011 släpptes skivans ledande singel "Anything (To Find You)". New Life planerades för release den 29 november samma år. "Anything" tog sig till en 25:e plats på USA:s R&B-lista varpå Monica släppte en ny ledande singel vid namn "Until It's Gone". Balladen slog heller aldrig igenom varpå release-datumet för New Life sköts fram.
Den 7 oktober 2011 lades J Records ner och Monica flyttades till RCA Records. Detta skapade en ytterligare försening med Monicas album. New Life kommer att ges ut i mars 2012. Enligt sångerskan håller hon och RCA på att "omstrukturera hela skivan" med nya producenter och låtskrivare. Den 7 januari spelade Monica in en ny duett med Brandy. Låten, "It All Belongs to Me", komponerades av Rico Love. Duetten kommer att ges ut som den ledande singeln från Monicas kommande album den 14 februari.

## Musikalisk stil och image
"Jag tror att visdom kommer från äldre personer. Jag tror att man får mycket kunskap av att umgås med dem. De välkomnade alltid mig att vara med och lyssna på deras samtal. Här i sydstaterna är det mera annorlunda än i resten av USA för när vi delar med oss av berättelser gör vi det tillsammans med barnen. Berättelser om gottgörelse, liv och svåra stunder som vi unga alltid var välkomna att höra. Dessa saker har jag blandat in i min musik. "

Monica har hyllats för att "sjunga övertygande". Något som sångerskan själv sagt bero på att hon gillade att umgås med äldre personer som ung. "Varje dag efter skolan ville jag att min mormor skulle hämta mig så vi kunde åka hem till henne och se på TV-serier.", förklarade Monica i en intervju med Mats Nileskär och fortsatte: "Efteråt brukade vi alltid prata om vad som hade hänt och låtsas att det var riktiga personer som vi kände."

## Diskografi
Studioalbum
- 1995: Miss Thang
- 1998: The Boy Is Mine
- 2003: After the Storm
- 2006: The Makings of Me
- 2010: Still Standing
- 2012: New Life

Övriga album
- 2004: Dance Vault Remixes: Get It Off/Knock Knock  (Remix-EP)
- 2007: Monica: Made Mixtape  (inofficiell mixtape)
- 2008: Super Hits  (Samlingsalbum)

## Filmografi

### Filmer och TV-serier
| Filmer           | Filmer               | Filmer                    | Filmer                |
| År               | Titel                | Roll                      | Noteringar och priser |
| ---------------- | -------------------- | ------------------------- | --------------------- |
| 2000             | Boys and Girls       | Katy                      | stödroll              |
| 2000             | Love Song            | Camille Livingston        | TV-film, huvudroll    |
| 2006             | ATL                  | Servitris på Waffle House | Gästroll              |
| 2010             | Pastor Brown         | TBA                       | Under produktion      |
| TV-Serier        |                      |                           |                       |
| År               | Titel                | Roll                      | Noteringar och priser |
| 1995, 1997, 1999 | All That             | Som sig själv             | 3 avsnitt             |
| 1996             | Living Single        | Marissa                   | 1 avsnitt             |
| 1997, 1999       | Beverly Hills, 90210 | Som sig själv             | 1 avsnitt             |
| 2001             | Felicity             | Sarah Robinson            | 1 avsnitt             |
| 2003             | American Dreams      |                           | 1 avsnitt             |